# Fabrice Reuperné

Fabrice Reuperné est un footballeur français né le 18 septembre 1975 à Saint-Pierre ( Martinique). Il est également milieu offensif de l'Équipe de Martinique de football. Après une carrière professionnelle en France et en Grèce, Fabrice Reuperné retourne en Martinique à la fin de la saison 2010. Il a signé au Golden Star de Fort-de-France pour la saison 2010-2011.
Fabrice Reuperné a participé à la Gold Cup 2002 aux États-Unis avec l'Équipe de Martinique de football. Il remporte le 2 octobre 2010, la Coupe de l'Outre-Mer 2010 avec l'Équipe de Martinique de football.

## Biographie

### Carrière de joueur
A 37 ans, il est le doyen de la sélection de la Martinique pour la Gold Cup 2013. Remplaçant, il inscrit le but victorieux à la 93e minute du match d'ouverture de la compétition contre le Canada.

### Carrière d'entraîneur
Avec l'arrivée de Jean-Marc Civault à la tête de la sélection de Martinique en septembre 2016, Reuperné et Gaël Germany sont nommés cadres techniques auprès des joueurs de la sélection.
A 40 ans passé, Reuperné est entraîneur-joueur du Golden Star de Fort-de-France lorsqu'il est nommé entraîneur adjoint de la sélection de Martinique au côté de Mario Bocaly le 7 décembre 2017.